# Џамолидин Абдужапаров
Џамолидин Абдужапаров (узб. Джамолиди́н Абдужапа́ров; Ташкент, 28. фебруар 1964) бивши је узбекистански професионални бициклиста у периоду од 1990. до 1997. године. Абдужапаров је три пута освајао класификацију по поенима на Тур де Франсу, а по једном је освојио класификацију по поенима на Ђиро д’Италији и класификацију по поенима на Вуелта а Еспањи.

## Каријера

### Аматерска каријера
Абдужапаров је почео аматерску каријеру 1983. године, када је завршио шести на Туру Совјетског Савеза. Наредне године је освојио треће место на националном аматерском првенству, а затим је освојио две етапе на Вуелти Кубе и једну етапу на Бејби Ђиро трци.
Године 1987, је освојио национално аматерско првенство, а победио је на три етапе Тура Британије и пет етапа на трци у Немачкој. Наредних година побеђивао је на доста трка, укључујући две етапе на трци у Сочију, пет на Вуелти Кубе, три етапе и класификацију по поенима на Туру Пољске. 1988. учествовао је на Олимпијским играма у Сеулу.

### Професионална каријера
Након великих успеха које је имао као аматер, Абдужапаров је почео професионалну каријеру 1990. године. Током првих година, водио је велику борбу са Лораном Жалабером. Прве године у професионалном бициклизму није успио да забиљежи ниједну победу, имао је друго место на етапи 13 на Ђиру.
Године 1991, освојио је трке у Сицилији и Монтреалу, као и две етапе на трци у Мурсији, а затим су уследиле највеће победе. Освојио је класик Гент—Вевелгем и две етапе на Тур де Франсу, а захваљујући добрим местима на осталим етапама, освојио је класификацију по поенима. 1992. освојио је етапу на Тур оф Бритејн трци, две на Вуелти Валенсије, а затим је освојио четири етапе на Вуелта а Еспањи и класификацију по поенима. У наставку сезоне, возио је и Ђиро и Тур, али није забележио победу.
Године 1993, освојио је по три етапе на Вуелта а Еспањи и на Тур де Франсу и класификацију по поенима на Туру. Од осталих трка, освојио је етапу на Тур де Свис трци и треће место на Гент—Вевелгем класику. 1994. освојио је две етапе на Париз—Ници, док је на Ђиро д’Италији освојио једну етапу и класификацију по поенима, највише захваљујући великом броју бодова које је освојио на пролазним циљевима. На Тур де Франсу, освојио је две етапе и трећи пут класификацију по поенима. Након Тура, освојио је две етапе на трци у Холандији, где је освојио друго место у генералном пласману.
Године 1995, освојио је само по етапу на Туру Дупон и на Тур де Франсу, где је освојио етапу и наредне године, али овога пута је била у питању брдска етапа, Абдужапаров је отишао у бег и успио је да тријумфује на крају. 1997. освојио је етапу на трци Коло Пикард и две етапе на Критеријуму ди Дофине. На Тур де Франсу је освојио друго место на шестој етапи, а затим је био позитиван на допинг тесту и суспендован на годину дана. Абдужапаров није желео да чека крај суспензије и да се врати бициклизму, већ је завршио каријеру.